# Kalmar hamn
Kalmar hamn drivs av det kommunägda hamnbolaget Kalmar Hamn AB i Kalmar, som bildades 2007 genom en sammanslagning av hamnförvaltningen i Kalmar och Kalmar Stufveri AB.
Hamnen har ett högsta djup på åtta meter, samma som djuprännan i Kalmarsund.
Kalmar hamn har egen bogserbåt, sedan 2018 Flink, tidigare från 1988 Pampus.

## Historik
Under Medeltiden fungerade viken Kättilen (kitteln), idag Slottsfjärden, utanför kastalen från mitten av 1100-talet som hamn. Kastalen byggdes efter hand om till Kalmar slott, och Gamla staden omgärdades av en stadsmur. Med ett strategiskt läge i sundet ansågs Kalmar slott under lång tid vara ett av Sveriges fyra viktigaste fästen, tillsammans med Tre kronor, Viborgs slott och Älvsborgs fästning och hamnstaden Kalmar utvecklades från en handelsplats bland andra till en betydande stad med 2.000 innevånare, stadsmur och befäst borganläggning. 
Fram till 1600-talets mitt var Kalmar en av Sveriges viktigaste hamnstäder, både genom handeln och genom att den låg nära gränsen till Danmark. Utanför hamnen fanns flera större och mindre holmar, mellan vilka två segelleder ledde in till hamnen nedanför slottet: en från söder och en från norr, genom det som idag utgör Ölandshamnen.
Kalmar flyttades på 1600-talet till ön Kvarnholmen. Ambitionen var att bygga den nya staden av sten, framförallt granit men även kalksten. Från Öland forslades stora mängder kalksten, som bearbetades på upplag på den södra sidan av Yttre Vedgårdsholmen, under en period kallad för Stenhuggarholmen. Mot sjön fanns flera portar, varav Jordbroporten och Stora Sjöporten (Kavaljersporten) hade bryggor ut i hamnen. 
I Kalmar dominerades importen under 1600-talet av salt, vin, öl, spannmål, kryddor och tyger, medan exporten framförallt bestod av smör, kött, bräder, tjära, kalksten och järn. Den nya hamnanläggningen bestod av två bryggor som anslöt till de två portar i stadsmuren som vette ut mot sundet. Från Kavaljersporten gick en brygga ut till hamnens djupare del. Fartygen förtöjde ute på redden, varefter folk och varor transporterades till och från bryggorna med småbåtar och flottar. Mindre båtar och skutor med fisk och jordbruksprodukter, lade till längre in i hamnen vid Jordbroportens brygga, en del som fick namnet Ölandshamnen. 
År 1851 tillsatte staden år 1851 en särskild hamndirektion för att finansiera en modernisering av hamnen. Ett system av pirar och vågbrytare som avskärmning vid södra infartsleden togs fram och muddringsarbete gjordes och utfyllningar skedde med bottenmassor från djuprännan och materialet från stadsmuren, som till stora delar nu revs. Kajer byggdes sedan på den utfyllda marken.
I takt med industrialismens utveckling, fortgick utvidgningen av stadens hamnområde under 1900-talets första hälft och nya kajer invigdes kontinuerligt ända fram till 1950-talet. På de nya hamnområdena uppfördes tegelbyggnader för industrin, som Kalmar Ångkvarn, Kalmar Riskvarn, Margarinfabriken Svea och Kalmar oljefabrik.

## Bildgalleri

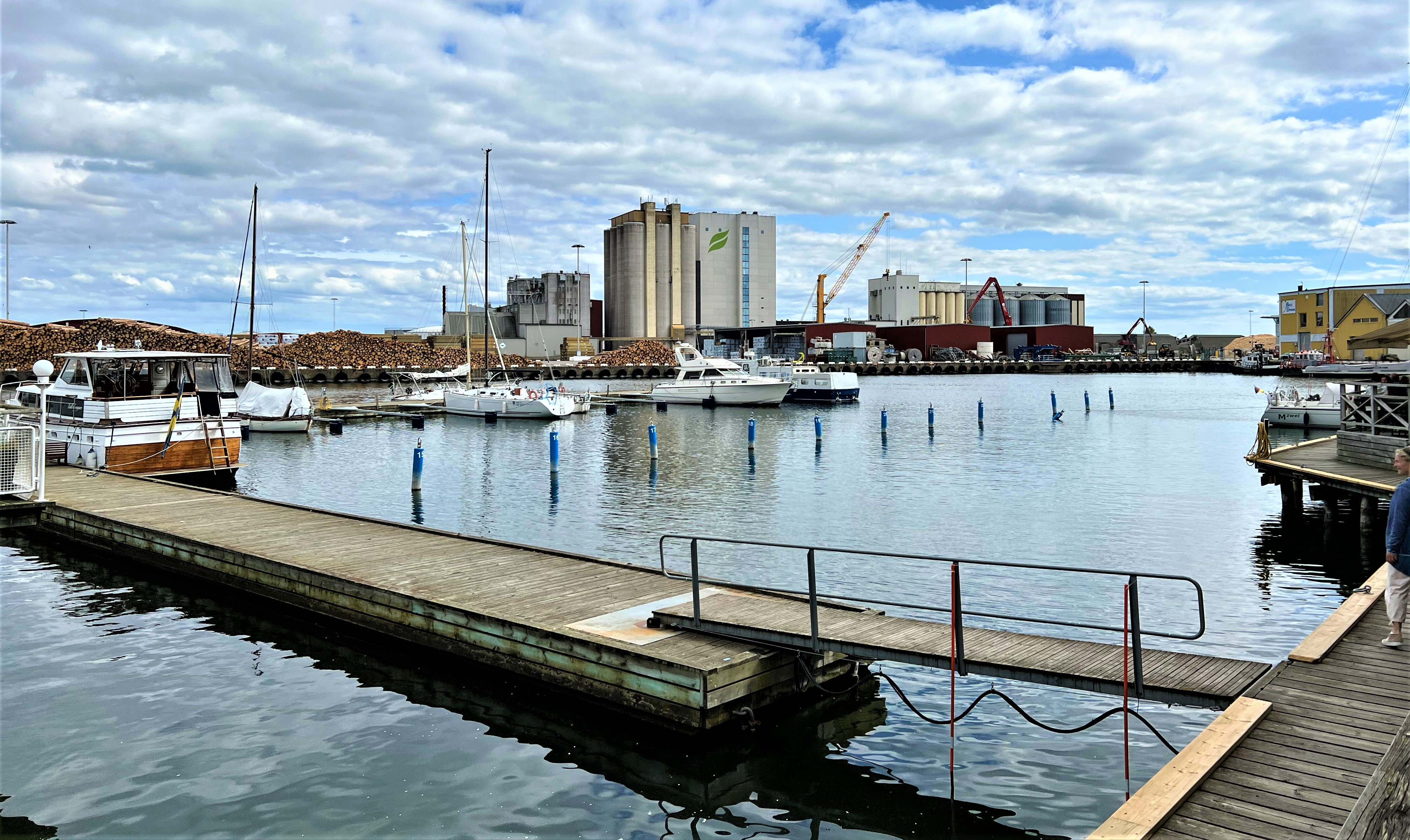
Delar av Kalmar hamn och gästhamnen, som fortsätter vidare in till Ölandshamnen åt höger. I bakgrunden Tjärhovet och Barlastholmen.
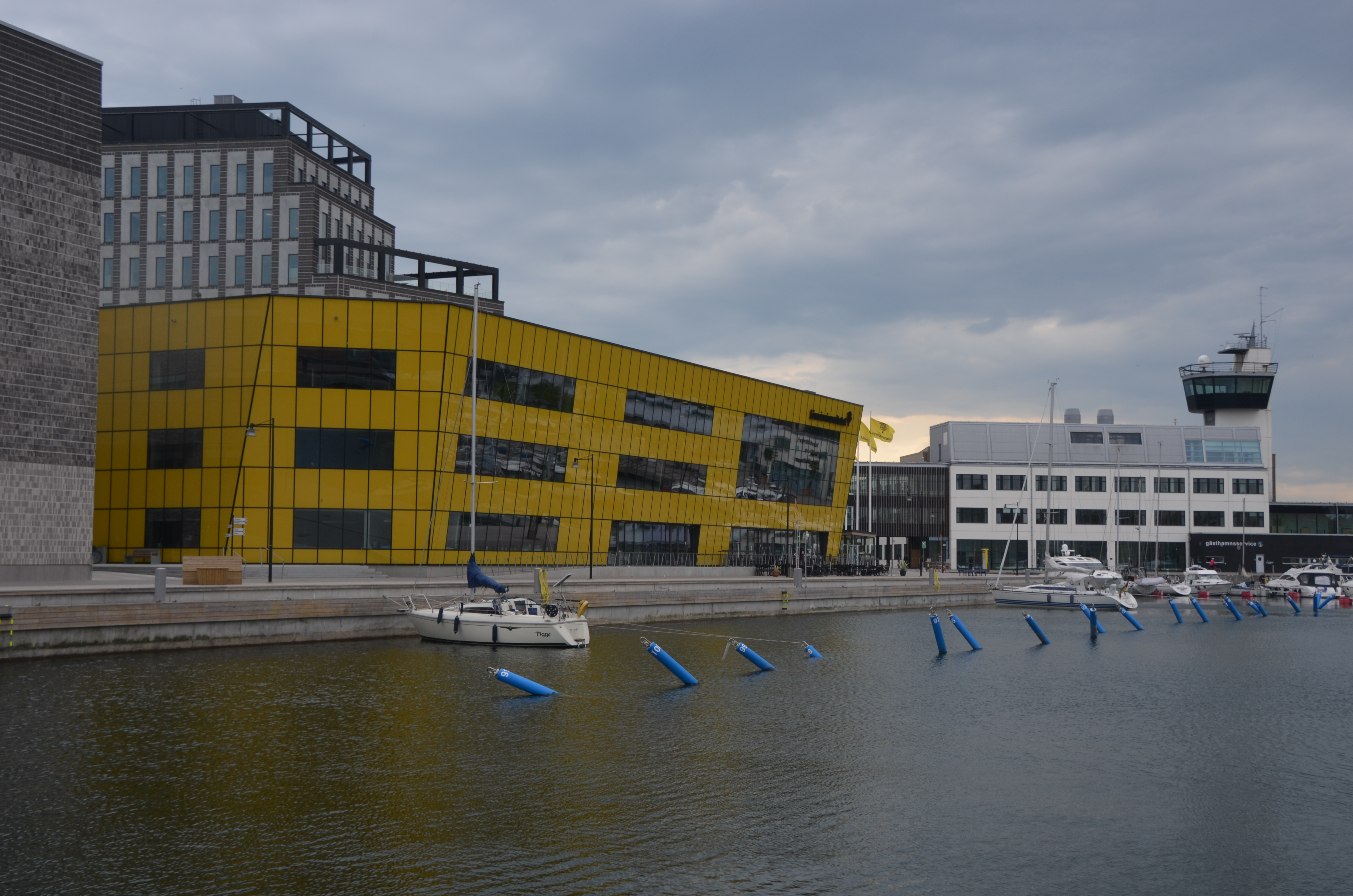
Ölandshamnen, med Linnéuniversitetet och tidigare Sjöfartshögskolan i Kalmar.
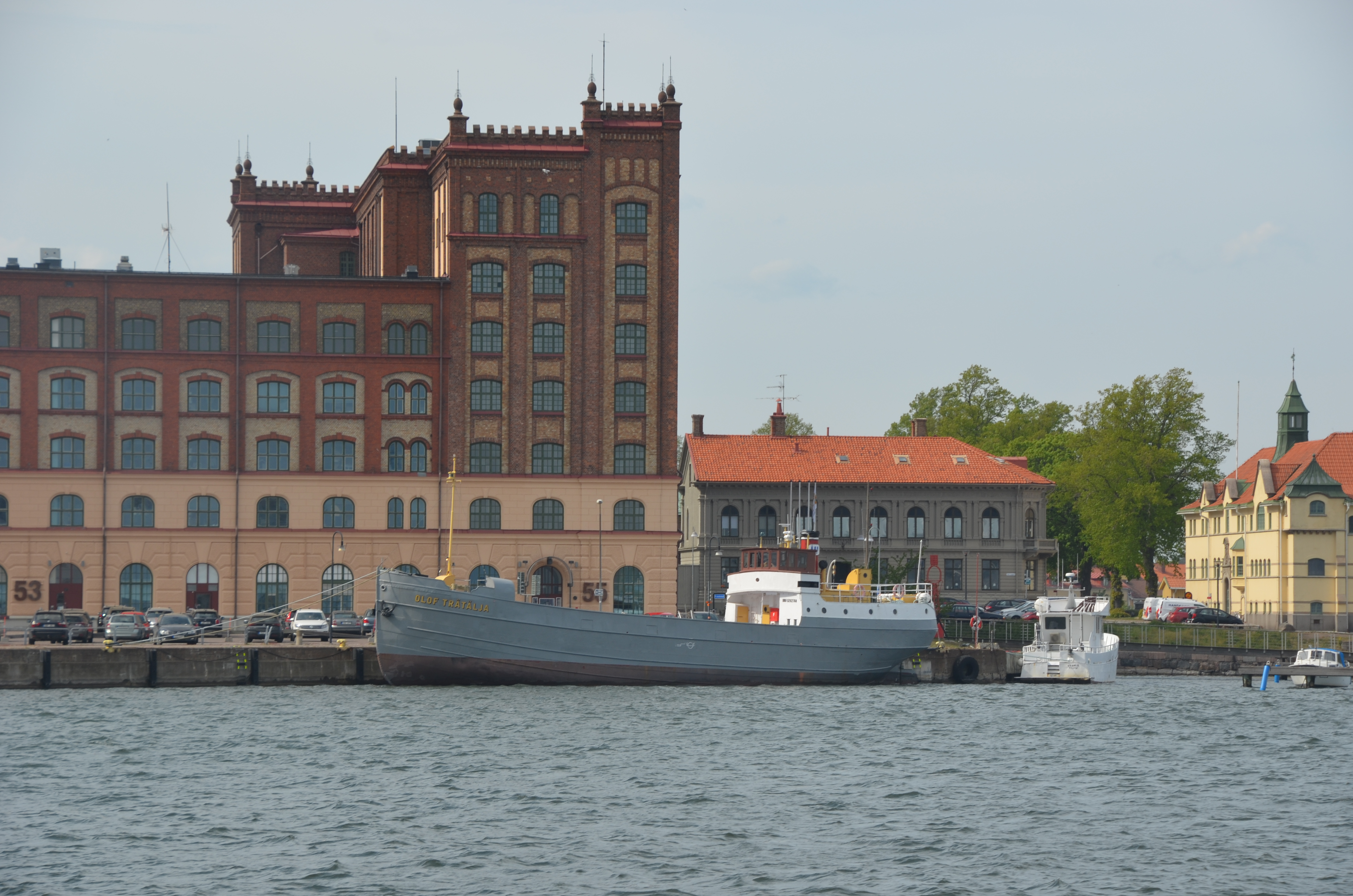
M/S Olof Trätälja vid Elevatorkajen.

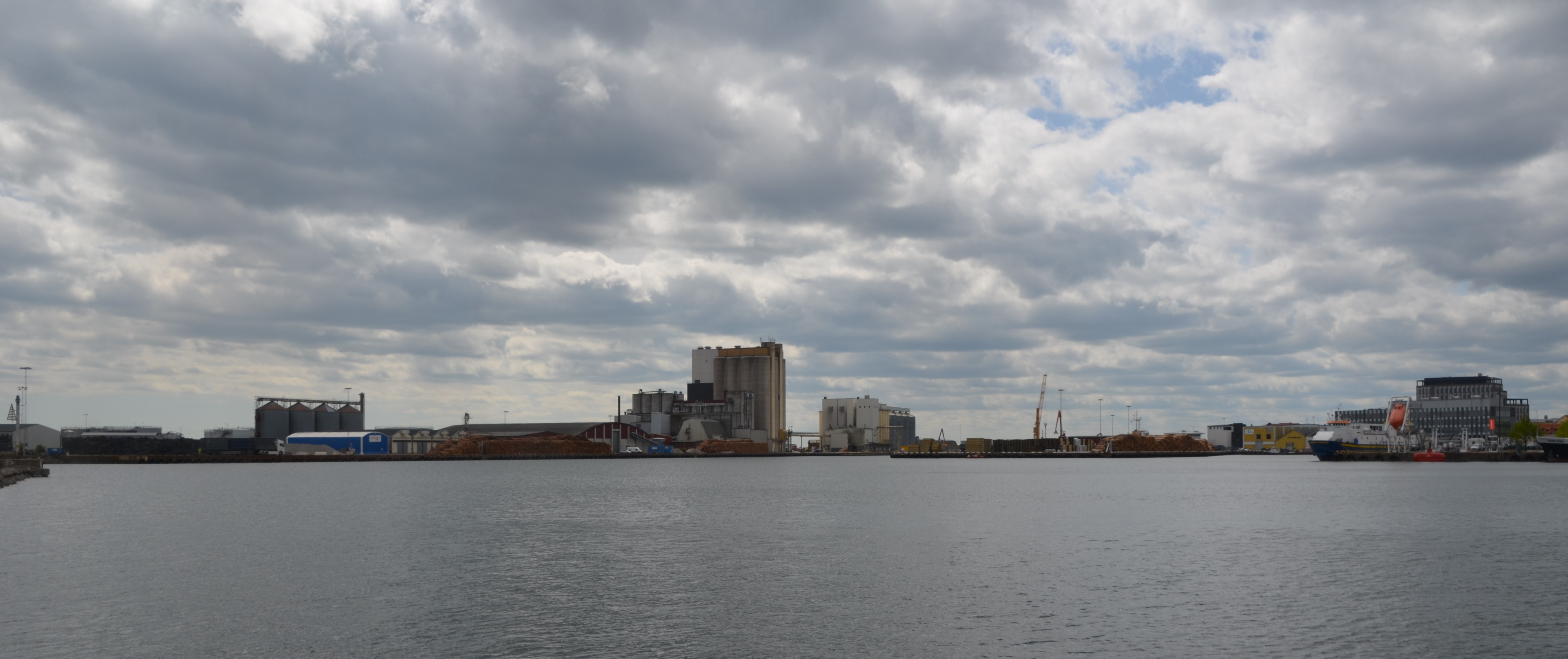
Kalmar hamn sedd norrifrån. Till vänster och mitten i bilden Tjärhovet, till höger om mitten Barlastholmen med Finngrundet och till höger infarten till Ölandshamnen.

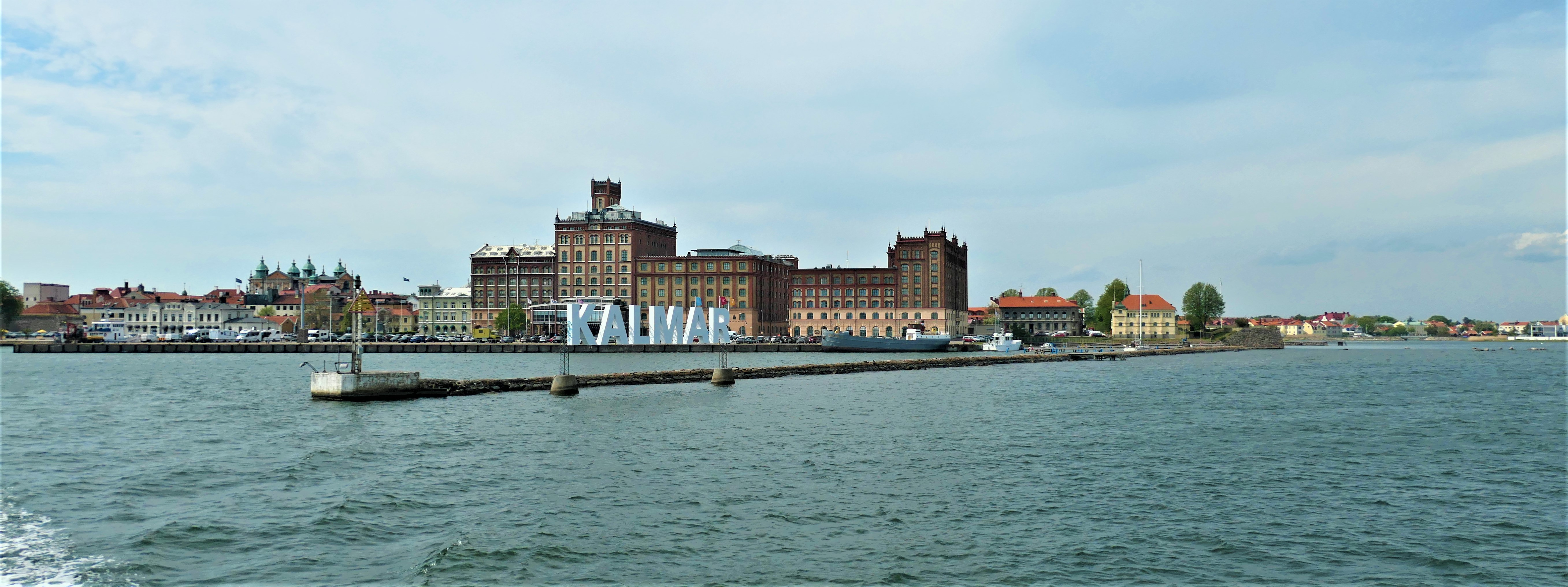
Vy från inloppet till Kalmar hamn. I bakgrunden i mitten Kalmar läns museum, till stora delar lokaliserad i Kalmar ångkvarns gamla lokaler. Snett nedanför och åt vänster från Kalmar slott syns bland annat Tullhuset i Kalmar.